# 豊下楢彦
豊下 楢彦（とよした ならひこ、1945年 - ）は、日本の政治学者。専門は、国際関係論・外交史。学位は、博士（法学）（京都大学・論文博士・1995年）。前関西学院大学法学部教授。

## 略歴
兵庫県生まれ。甲陽学院高等学校、京都大学法学部卒業。
京都大学法学部助教授、立命館大学法学部教授、関西学院大学法学部教授を歴任。1995年、京都大学より博士（法学）の学位を取得。京都大学では立川文彦に師事した。
『安保条約の成立』で、首相だった吉田茂が講和条約・安保条約締結をめぐる交渉の中で米国に対して安易に妥協を行い、その国益を損なったとして吉田の外交手腕に疑念を提示し、同時期に発表され、同じく否定的な吉田評価を行った三浦陽一の研究と共に論争を呼んだ。
また両条約の交渉にあたっては米国への接近を望んだ昭和天皇による「天皇外交」が存在したのではないかとの仮説を示しており、その実証に努めている。
2021年11月 第8回日本平和学会平和賞を受賞。

## 著書

### 単著
- 『イタリア占領史序説――戦後外交の起点』（有斐閣、1984年）
- 『日本占領管理体制の成立――比較占領史序説』（岩波書店、1992年）
- 『安保条約の成立――吉田外交と天皇外交』（岩波書店［岩波新書］、1996年）
- 『集団的自衛権とは何か』（岩波書店［岩波新書］、2007年）
- 『昭和天皇・マッカーサー会見』（岩波書店［岩波現代文庫］、2008年）
- 『「尖閣問題」とは何か』（岩波書店［岩波現代文庫］、2012年）
- 『昭和天皇の戦後日本 〈憲法・安保体制〉にいたる道』（岩波書店、2015年）
- 『「核抑止論」の虚構』（集英社新書、2025年）

### 編著
- 『安保条約の論理――その生成と展開』（柏書房、1999年）

### 共編著
- （中村政則・油井大三郎）『占領改革の国際比較――日本・アジア・ヨーロッパ』（三省堂、1994年）
- （古関彰一）『集団的自衛権と安全保障』（岩波新書、2014年）
- （古関彰一）『沖縄 憲法なき戦後――講和条約三条と日本の安全保障』（みすず書房、2018年）

### 訳書
- ジュリアーノ・プロカッチ『イタリア人民の歴史 Ⅰ・Ⅱ』（未來社、1984年）、Ⅰは斎藤泰弘共訳
- ヴィクトリア・デ・グラツィア『柔らかいファシズム――イタリア・ファシズムと余暇の組織化』（有斐閣、1989年）